# Krystyna Siesicka
Krystyna Siesicka-Waśniewska sinh ngày 22 tháng 11 năm 1928 tại Dęblin, mất ngày 3 tháng 7 năm 2015  tại Warsaw. Bà là nhà văn người Ba Lan chuyên viết sách cho giới trẻ. 

## Cuộc đời và sự nghiệp
Trong Thế chiến thứ hai, bà hoạt động trong Hiệp hội Hướng đạo Ba Lan và tham gia vào Cuộc nổi dậy Warsaw. Bà tốt nghiệp ngành Nghiên cứu Báo chí của ANP ở Warsaw. Từ năm 1949–1950, bà là biên tập viên hàng tháng của tờ nguyệt san “ Horyzonty Techniki ”, từ năm 1952–1954, bà làm việc tại Cục Hợp tác Văn hóa với Nước ngoài. Bà xuất hiện lần đầu tiên với tư cách là một người viết chuyên mục hàng tuần vào năm 1955 trong tuần báo phụ nữ " Woman and Life ". Bà cũng cộng tác với ban biên tập của tuần báo Filipinka dành cho thanh thiếu niên.
Cuốn tiểu thuyết đầu tay của bà, "Zapałka na zakręcie", xuất bản năm 1966, đã trở thành cuốn sách bán chạy và vẫn được giới trẻ háo hức đọc cho đến ngày nay. Cuốn sách cuối cùng của bà, "Ulica Święty Wawrzyńca" được xuất bản vào năm 2010. Tổng cộng, hơn 30 cuốn tiểu thuyết của bà đã được xuất bản. 
Krystyna là tác giả của nhiều cuốn sách dành cho giới trẻ. Bà cũng là tác giả của kịch bản cho các bộ phim truyện như: Urszula (1970) với Ryszard Hanin, The Strange Lake (1972) hay The Crane and Heron (1985).
Theo Joanna Siedlecka, Krystyna Siesicka là cộng tác viên bí mật của Cơ quan An ninh Cộng hòa Nhân dân Ba Lan trong những năm 1974–1989. 

## Tác phẩm
- Năm 1968 Red Light (tác phẩm kịch tính dành cho TV)
- 1970 - kịch bản cho Urszula phim truyền hình (với Wadim Berestowski)
- Năm 1973 kịch bản và lời thoại cho phim truyện The Lake of Strangeness (với Jan Batory)

## Giải thưởng
- Năm 1972, bà đoạt giải Eagle Pen - giải thưởng dành cho tác giả văn học trẻ được yêu thích nhất của năm.
- Năm 1973 - Giải thưởng của Thủ tướng Chính phủ (dành cho các công trình về thanh thiếu niên nhi đồng).
- Năm 2000 - Huy chương của Hội đồng Sách Thiếu nhi Quốc tế ( IBBY ) cho thành tích trọn đời. [5]
- Huân chương của Ủy ban Giáo dục Quốc gia.
- Giải thưởng Văn học Hướng đạo mục Sách Thanh niên cho tác phẩm "Aleksandro thân yêu của tôi"  (1984). [6][7]
- Chữ thập "Bằng khen cho Hiệp hội Hướng đạo Ba Lan".
- 2008 - Huy chương Vàng cho Văn hóa - Gloria Artis. [8]